# Declaración de Panmunjom
La Declaración de Panmunjom para la Paz, la Prosperidad y la Unificación de la Península de Corea (Hangul: 한반도의 평화와 번영, 통일을 위한 판문점 선언; Hanja: 韓半島의 平和와 繁榮, 統一을 爲한 板門店 宣言) fue adoptado entre los líderes de Corea del Norte y Corea del Sur el 27 de abril de 2018, durante la Cumbre intercoreana de 2018.
Según la declaración, los líderes de Corea del Norte y Corea del Sur acordaron trabajar juntos para poner fin a la guerra de Corea, comenzar una nueva era de paz y compartir compromisos para terminar divisiones y enfrentamientos al acercarse a una nueva era de reconciliación nacional, paz y prosperidad y mejoras a las relaciones intercoreanas. Esta declaración implica la desnuclearización de la península de Corea.
Texto de la Declaración de Panmunjom
Durante este trascendental período de transformación histórica en la Península Coreana, que refleja la aspiración perdurable del pueblo coreano por la paz, la prosperidad y la unificación, el presidente Moon Jae-in de la República de Corea y el presidente Kim Jong-un de la Comisión de Asuntos del Estado del La República Popular Democrática de Corea celebró una Reunión Cumbre Intercoreana en la 'Casa de la Paz' en Panmunjom el 27 de abril de 2018.
Los dos líderes declararon solemnemente ante los 80 millones de coreanos y el mundo entero que no habrá más guerra en la Península Coreana y, por lo tanto, ha comenzado una nueva era de paz.
Los dos líderes comparten el firme compromiso de poner fin rápidamente a la reliquia de la división y enfrentamiento de larga data de la Guerra Fría, acercarse audazmente a una nueva era de reconciliación nacional, paz y prosperidad, y mejorar y cultivar las relaciones intercoreanas de una manera más manera activa, declarada en este sitio histórico de Panmunjom de la siguiente manera:
Corea del Sur y Corea del Norte volverán a conectar las relaciones de sangre de las personas y promoverán el futuro de la prosperidad conjunta y la unificación liderada por los coreanos facilitando el avance integral y pionero en las relaciones intercoreanas.
Mejorar y cultivar las relaciones intercoreanas es el deseo predominante de toda la nación y el llamamiento urgente de los tiempos que no se puede contener más.
Corea del Sur y Corea del Norte afirmaron el principio de determinar el destino de la nación coreana por su propia cuenta y acordaron generar el momento decisivo para la mejora de las relaciones intercoreanas mediante la plena aplicación de todos los acuerdos y declaraciones existentes hasta el momento .
Corea del Sur y Corea del Norte acordaron mantener el diálogo y las negociaciones en varios campos, incluido el de alto nivel, y tomar medidas activas para la implementación de los acuerdos alcanzados en la Cumbre.
Corea del Sur y Corea del Norte acordaron establecer una oficina de enlace conjunta con representantes residentes de ambas partes en la región de Kaesong a fin de facilitar una estrecha consulta entre las autoridades y facilitar el intercambio y la cooperación entre los pueblos.
Corea del Sur y Corea del Norte acordaron alentar una cooperación, intercambios, visitas y contactos más activos en todos los niveles a fin de rejuvenecer el sentido de reconciliación nacional y unidad. Entre el sur y el norte, las dos partes fomentarán la atmósfera de amistad y cooperación organizando activamente varios eventos conjuntos en las fechas que tienen un significado especial para Corea del Sur y del Norte, como el 15 de junio, en el que participantes de todos los niveles, incluidos los gobiernos locales, los parlamentos, los partidos políticos y las organizaciones civiles, estarán involucrados. En el frente internacional, las dos partes acordaron demostrar su sabiduría colectiva, talentos y solidaridad al participar conjuntamente en eventos deportivos internacionales como los Juegos Asiáticos 2018.
Corea del Sur y Corea del Norte acordaron esforzarse por resolver rápidamente los problemas humanitarios que resultaron de la división de la nación y convocar la Reunión Intercoreana de la Cruz Roja para discutir y resolver varios asuntos, incluida la reunión de familias separadas. En este sentido, Corea del Sur y Corea del Norte acordaron proceder con los programas de reunión de las familias separadas con motivo del Día de la Liberación Nacional del 15 de agosto de este año.
Corea del Sur y Corea del Norte acordaron implementar activamente los proyectos previamente acordados en la Declaración del 4 de octubre de 2007, con el fin de promover el crecimiento económico equilibrado y la prosperidad conjunta de la nación. Como primer paso, las dos partes acordaron adoptar medidas prácticas para la conexión y la modernización de los ferrocarriles y las carreteras en el corredor de transporte del este, así como entre Seúl y Sinuiju para su utilización.
Corea del Sur y Corea del Norte harán esfuerzos conjuntos para aliviar la aguda tensión militar y prácticamente eliminarán el peligro de guerra en la Península Coreana.
Corea del Sur y Corea del Norte acordaron suspender por completo todos los actos hostiles entre sí en todos los ámbitos, incluidos la tierra, el aire y el mar, que son fuente de tensión y conflicto militar. En este sentido, las dos partes acordaron transformar la zona desmilitarizada en una zona de paz en un sentido genuino al cesar el 1 de mayo de este año todos los actos hostiles y eliminar sus medios, incluida la transmisión a través de altavoces y distribución de folletos, en las áreas la línea de demarcación militar.
Corea del Sur y Corea del Norte acordaron diseñar un plan práctico para convertir las áreas alrededor de la Línea Límite Norte en el Mar del Oeste en una zona de paz marítima para evitar enfrentamientos militares accidentales y garantizar actividades de pesca seguras.
Corea del Sur y Corea del Norte acordaron tomar varias medidas militares para garantizar la cooperación mutua, intercambios, visitas y contactos. Las dos partes acordaron mantener reuniones frecuentes entre las autoridades militares, incluida la Reunión de Ministros de Defensa, con el fin de discutir de inmediato y resolver los problemas militares que surjan entre ellos.
En este sentido, las dos partes acordaron convocar primero conversaciones militares de rango general en mayo. Corea del Sur y Corea del Norte cooperarán activamente para establecer un régimen de paz permanente y sólido en la Península de Corea. Poner fin al actual estado antinatural del armisticio y establecer un régimen de paz sólido en la Península de Corea es una misión histórica que no debe demorarse más. Corea del Sur y Corea del Norte reafirmaron el Acuerdo de no agresión que excluye el uso de la fuerza en cualquier forman una contra la otra, y acordaron adherirse estrictamente a este Acuerdo. Corea del Sur y Corea del Norte acordaron llevar a cabo el desarme de forma gradual, ya que la tensión militar se alivia y se logra un progreso sustancial en la construcción de confianza militar. Durante este año eso marca el 65 ° aniversario del Armisticio, Corea del Sur y Corea del Norte acordaron buscar activamente reuniones trilaterales que involucren a las dos Coreas y los Estados Unidos, o reuniones cuadrilaterales que involucren a las dos Coreas, los Estados Unidos y China con miras a declarar el fin de la guerra y establecer un régimen de paz permanente y sólido. Corea del Sur y Corea del Norte confirmaron el objetivo común de realizar, a través de la desnuclearización completa, un programa libre de armas nucleares La Península de Corea, Corea del Sur y Corea del Norte compartieron la opinión de que las medidas iniciadas por Corea del Norte son muy significativas y cruciales para la desnuclearización de la Península de Corea y acordaron cumplir con sus respectivas funciones y responsabilidades en este sentido. Corea del Norte y Corea del Sur acordaron buscar activamente el apoyo y la cooperación de la comunidad internacional para la desnuclearización de la Península Coreana. Los dos líderes acordaron, a través de reuniones regulares y conversaciones telefónicas directas, mantener conversaciones frecuentes y sinceras sobre asuntos vitales para la nación, fortalecer la confianza mutua y esforzarse conjuntamente para fortalecer el impulso positivo hacia el avance continuo de las relaciones intercoreanas, así como la paz, la prosperidad y la unificación de la península de Corea. En este contexto, el presidente Moon Jae-in acordó visitar Pionyang este otoño. 27 de abril de 2018 en Panmunjom 
-(firmado) Moon Jae-in, Presidente, República de Corea 
-(firmado) Kim Jong-un, Presidente, Comisión de Asuntos Estatales, República Popular Democrática de Corea